# Neues Haus (Platz)

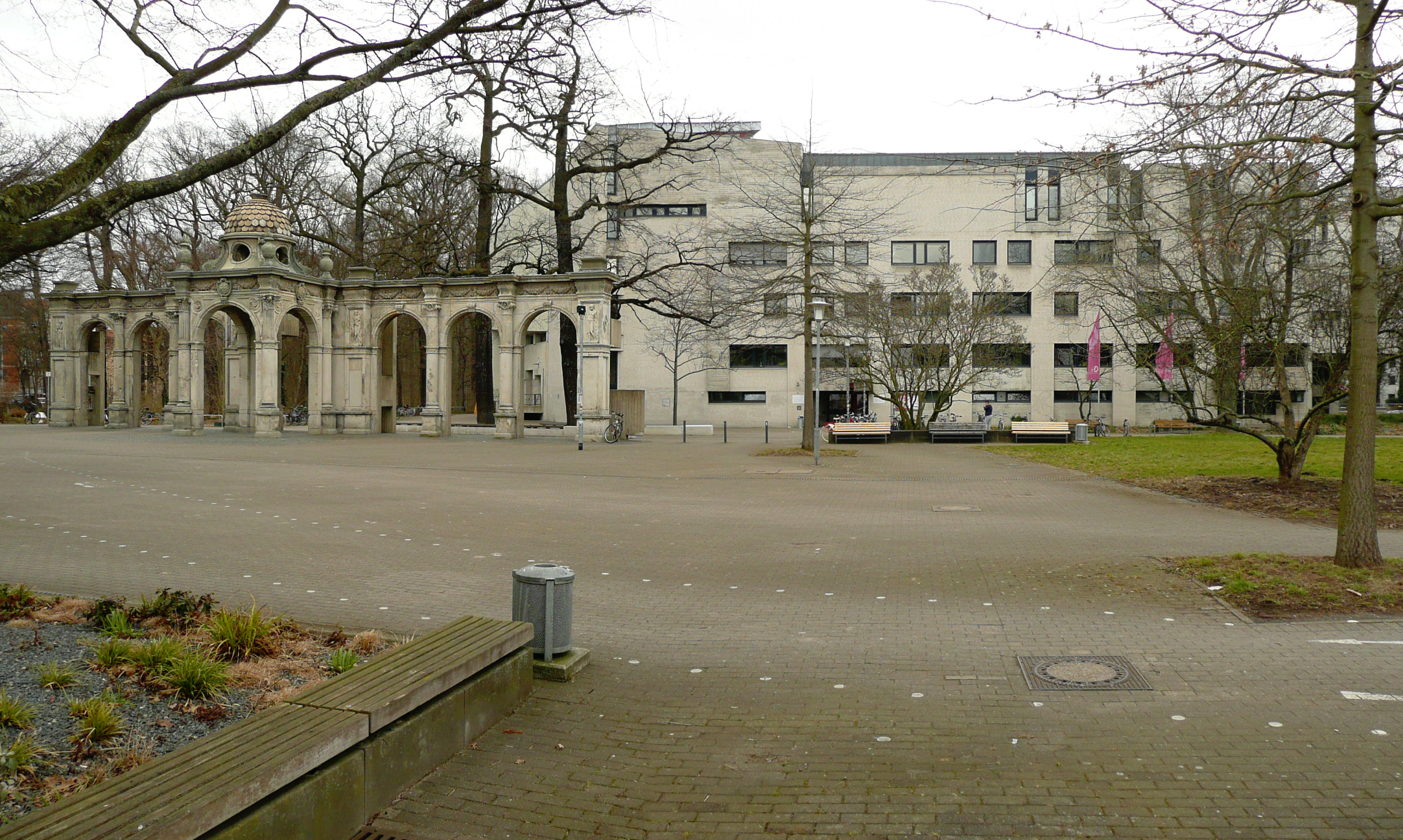
Der Platz vor der Hochschule für Musik, Theater und Medien und den Arkaden des Neuen Hauses wird als größter öffentlicher Freiraum am gleichnamigen Platz wahrgenommen

Neues Haus in Hannover ist eine Straße am Schnittpunkt zahlreicher Verkehrswege. Die Freifläche am Rande der hannoverschen Stadtteile Oststadt und Zoo wird durch die Straßen Schiffgraben und die Königstraße erschlossen. Als öffentlicher Freiraum wird heute vor allem die Fläche vor dem Gebäude der Hochschule für Musik, Theater und Medien wahrgenommen, die mit ihrer Schauseite die gewachsene Stadt gegen die Eilenriede abgrenzt: Der Stadtwald der niedersächsischen Landeshauptstadt bildet hier einen Sporn, mit dem der gestaltete Waldpark der Innenstadt am nächsten kommt. Zum 1. März 2019 wurde der ehemalige Emmichplatz umbenannt in Neues Haus.

## Geschichte
Zu Beginn des Kurfürstentums Hannover wurde im Jahr 1712 am Rand der Eilenriede das Neue Haus errichtet, ursprünglich als Quarantäne-Station am Schiffgraben gegen die Ausbreitung der Pest. Rund ein Jahrhundert später zählte der zweigeschossige Fachwerkbau zu einem „Kranz von Gasthöfen und Ausflugslokalen, die zwischen Stadt und Umland an den Landwehrtürmen und Holzwartstationen lagen.“ Zur Biedermeierzeit gehörte das Neue Haus zu den beliebtesten „Lustörtern“ der Hannoveraner, in dem zur Zeit des Königreichs Hannover bald ein Sommertheater spielte und die ersten Gehege für den späteren Erlebnis-Zoo Hannover eingerichtet worden waren.

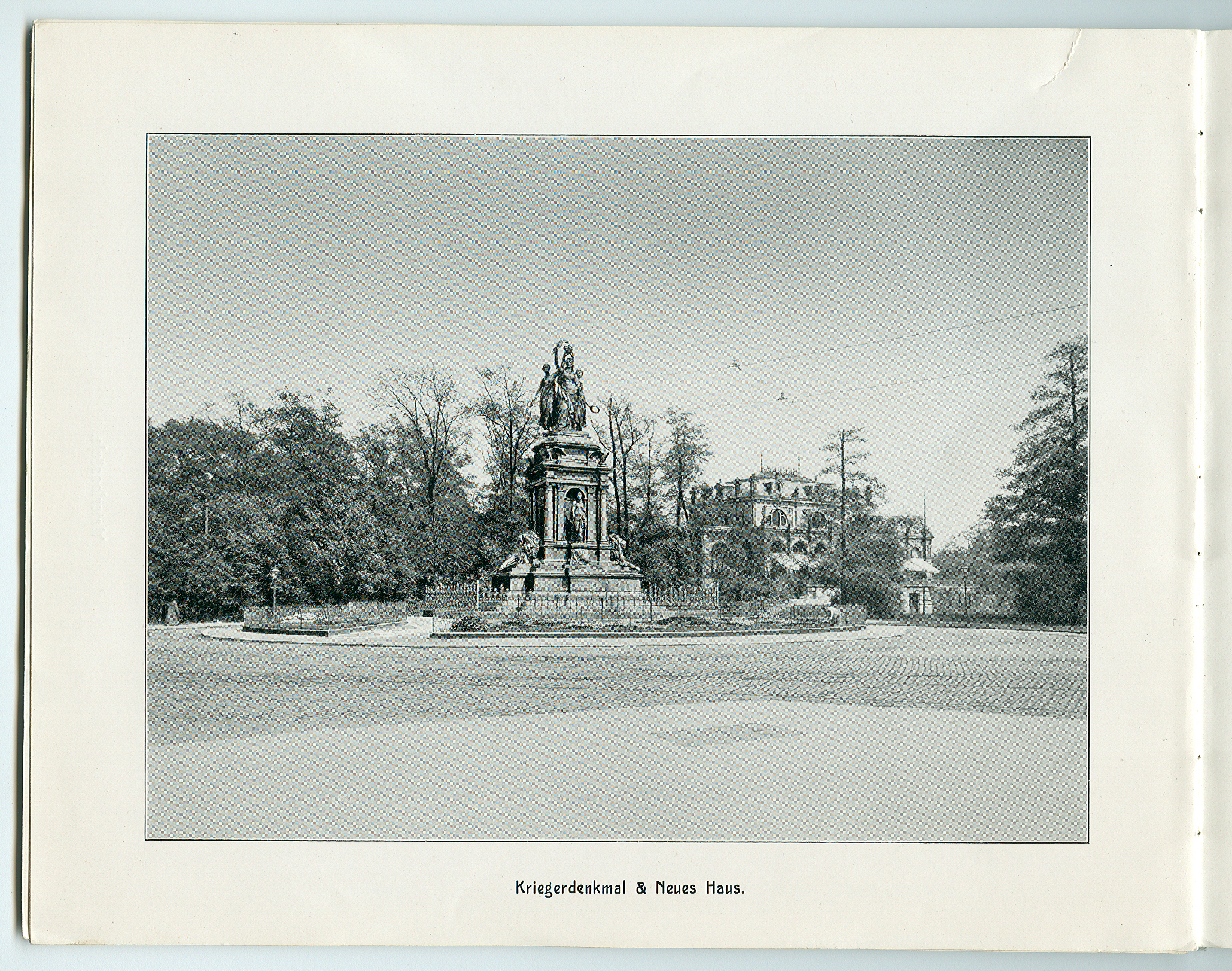
Das Kriegerdenkmal mit der Germania; im Hintergrund das Neue Haus;
Foto im Lichtdruck von Karl F. Wunder, um 1900

Der heutige Platz wurde im Jahr der Ausrufung des Deutschen Kaiserreichs 1871 angelegt und zunächst „Am Neuen Hause“ benannt. Noch in Gründerzeit wurde der Platz – dem Zeitgeist entsprechend – 1884 mit einem Ehrenmal für die Gefallenen der Provinz Hannover aufgewertet, mit dem jedoch lediglich der deutschen Gefallenen des Deutsch-Französischer Krieges von 1870/1871 gedacht wurde.

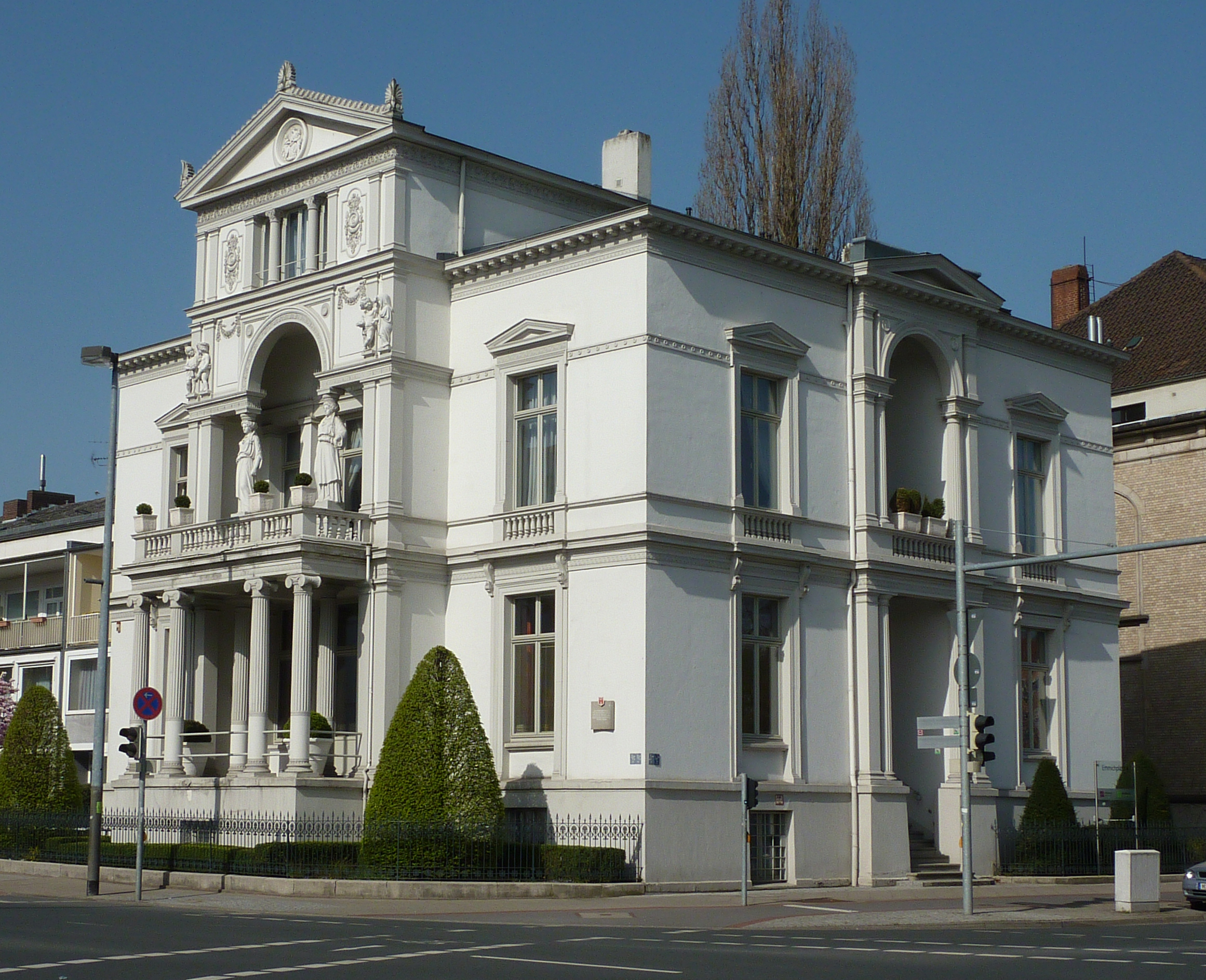
Die denkmalgeschützte, 1872 errichtete Villa Coppel an der Ecke zum Schiffgraben

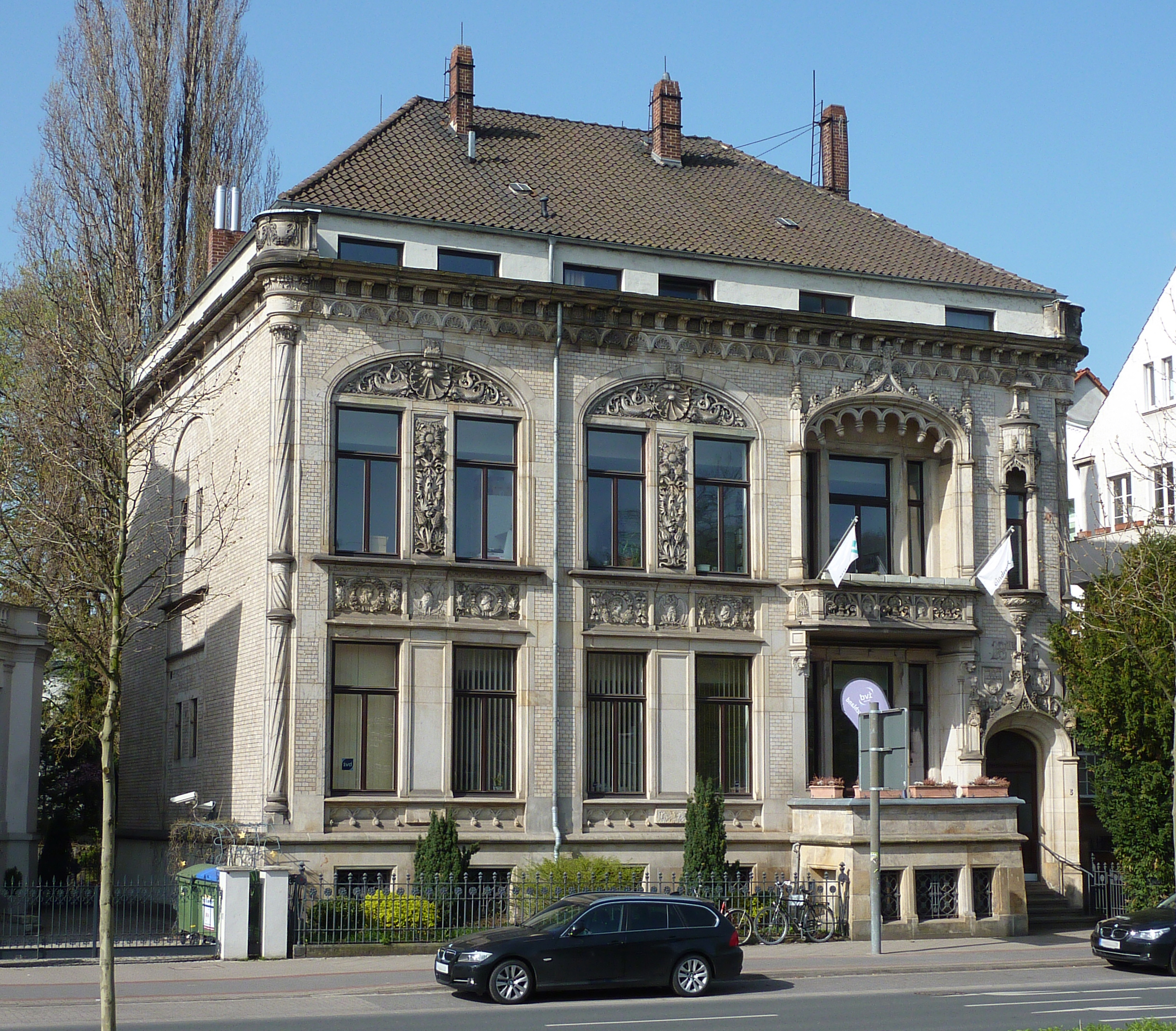
Karl Börgemanns Villa „Weiße Distel“ für den Fabrikanten Gustav Meyer

Zuvor hatte der Architekt Heinrich Köhler ab 1872 an der Ecke zum Schiffgraben die aufwendige Villa Coppel für den Bankier Simon Coppel errichtet. Ihr zur Seite erbaute Karl Börgemann für den Fabrikanten Gustav Meyer die Villa „Weiße Distel“.
Ebenfalls noch gegen Ende des 19. Jahrhunderts wurde das historische Neue Haus durch einen neobarocken Neubau mit Konzertgarten ersetzt, das sich nach dem Ersten Weltkrieg und insbesondere in der Weimarer Republik während der 1920er Jahre zu einem der beliebtesten Treffpunkte Hannovers entwickelte.
Im Jahr der Machtergreifung durch die Nationalsozialisten wurde der Platz „1933 umbenannt nach dem Kommandierenden General des X. Armeekorps und Ehrenbürger Hannovers, General der Infanterie Otto von Emmich“; womit zugleich an die „Aufmarschphase des Ersten Weltkrieges“ erinnert werden sollte.
Die Luftangriffe auf Hannover überstand das monumentale Kriegerdenkmal nicht; auch das Neue Haus wurde durch Fliegerbomben schwer beschädigt und erst ab der Nachkriegszeit zunächst wiederhergestellt und als Gartenlokal weiterbetrieben. Erst 1973 musste es dem Neubau der damaligen Hochschule für Musik und Theater weichen. Doch einige Überbleibsel des Neuen Hauses verblieben im Sinne der Denkmalpflege nach ihrer Translozierung beinahe am selben Ort.

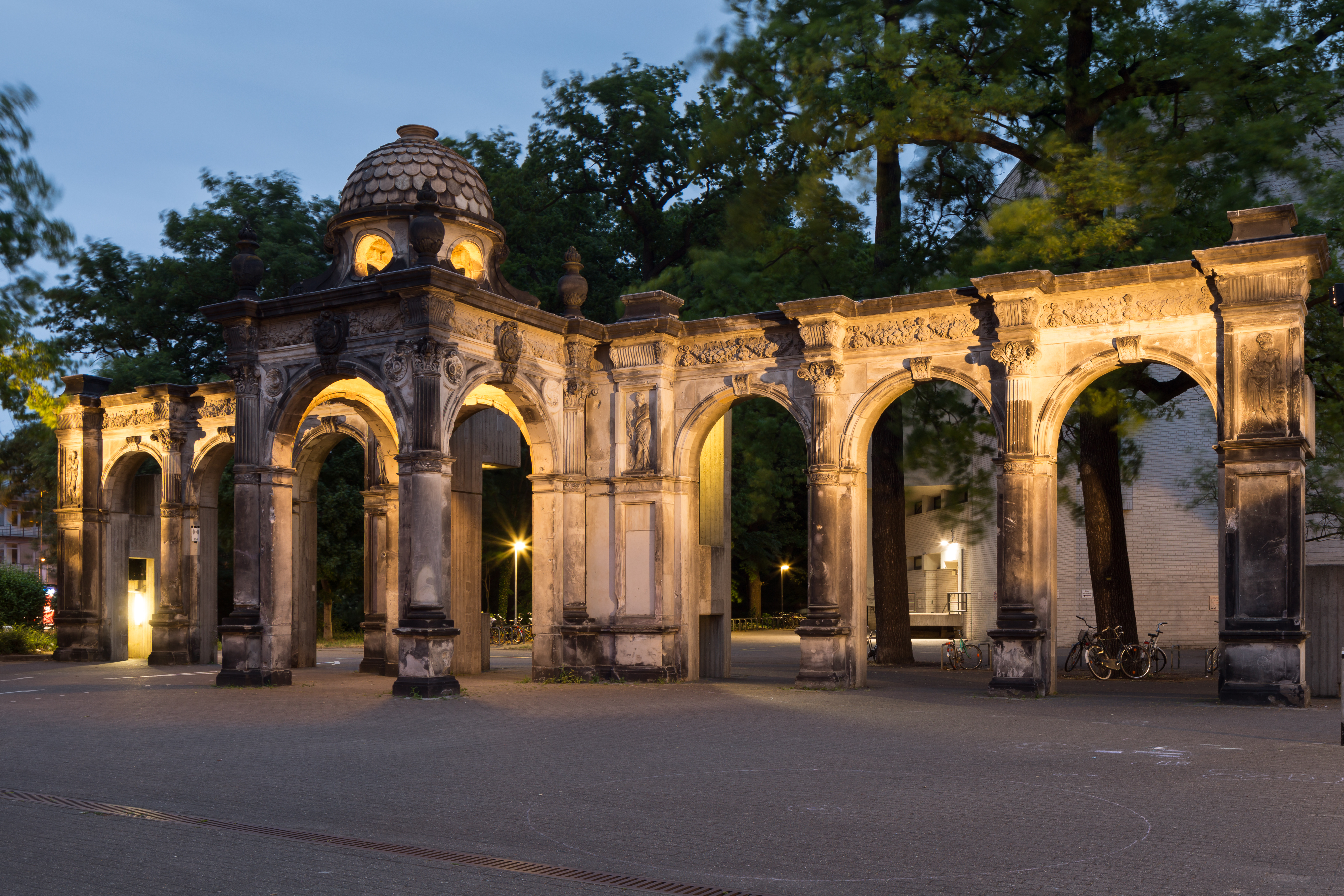
Die abendlich erleuchteten Arkaden wurden nach 1973 vom Neuen Haus umgesetzt

1984 entbrannte in der niedersächsischen Landeshauptstadt eine – lange folgenlose – Diskussion um eine Umbenennung des Emmichplatzes aufgrund der ein halbes Jahrhundert zuvor amtlich eingeführten Heldenverehrung, an die sich die Hannoveraner in dieser Form „nie so recht gewöhnt“ hatten. Doch erst im Oktober 2017 entschied sich der Bezirksrat Mitte mehrheitlich für die Einleitung des Verfahrens zur Umbenennung des Emmichplatzes, nachdem Historiker dargelegt hatten, „dass die deutschen Truppen unter Befehl von Emmichs Kriegsverbrechen begangen haben, darunter die Erschießung etlicher Zivilisten.“ Eine Hannoveranerin schlug Alma Rosé als neue Namensgeberin vor: Die Violinistin aus jüdischer Familie leitete das Mädchenorchester von Auschwitz – und starb 1944 in dem Konzentrationslager. Auch wenn sich die Mitglieder des Bezirksrats anfangs noch nicht auf eine konkrete Namensgebung festlegen lassen wollten, stieß der Vorschlag zur Aufstellung einer die Geschichte der Platznamen erläuterten Informationstafel auf allgemeine Zustimmung.